# Енріко Маттеї
Енріко Маттеї (італ. Enrico Mattei, італійська вимова: [enˈriːko matˈtɛi]; 29 квітня 1906, Аккуаланья — 27 жовтня 1962, поблизу Баскапе) — італійський політик, підприємець та держуправлінець. Після завершення Другої світової війни був призначений відповідальним за ліквідацію Agip — італійського державного нафтового агентства, створеного урядом Беніто Муссоліні. Однак Маттеї навпаки розширив діяльність організації та реорганізував її в Eni — Державне нафтопромислове об'єднання Італії (італ. Ente Nazionale Idrocarburi). Під його керівництвом Eni здобула нафтові концесії на Близькому Сході та уклала торговельну угоду з Радянським Союзом, що дозволило зруйнувати олігополію «Семи сестер», яка домінувала в нафтовій промисловості середини XX століття. Він також запровадив принцип, згідно з яким країна, на території якої ведеться видобуток нафти, отримувала 75 % прибутку.
Маттеї був впливовою політичною фігурою та обирався до Палати депутатів Італії від Християнсько-демократичної партії (1948—1953). Під його керівництвом Eni настільки розрослась, що італійці називали її «державою в державі». Він загинув в авіакатастрофі, імовірно спричиненій вибухом бомби на борту літака. Слідству не вдалося встановити, хто міг стояти за цим нападом. Загадкова смерть Маттеї стала темою фільму Франческо Розі «Справа Маттеї», який вийшов у 1972 році та був удостоєний премії Золота пальмова гілка.